# Rollinia
Rollinia es un género de plantas fanerógamas de la familia de las anonáceas que tiene 104 especies. Son nativas de América central y meridional.

## Descripción
Son arbustos y árboles con hojas membranáceas a cartáceas, el nervio principal impreso en el haz; pecíolos acanalados. Flores solitarias o inflorescencias de pocas flores, opuestas a las axilas o internodales, pedicelos abrazados por una bráctea basal y generalmente con otra bráctea adicional dispuesta hacia la mitad del pedicelo o justamente por debajo de la flor; sépalos valvados; pétalos 6, valvados, connados en la base, los exteriores con una proyección como espolón o lateralmente comprimidos hasta formar alas que recuerdan una hélice de 3 astas, los internos reducidos; estambres numerosos, conectivos ensanchados en un disco truncado; carpelos numerosos, óvulo 1, basal, erecto. Fruto un sincarpo carnoso, globoso a ovoide; semillas aplanadas, elipsoide-obovadas, sin arilo.

## Taxonomía
El género fue descrito por Augustin Saint-Hilaire y publicado en Flora Brasiliae Meridionalis (quarto ed.) 1: 23. 1824.  La especie tipo es:  Rollinia dolabripetala (Raddi) R.E. Fr. 

## Especies
Algunas han sido trasladadas a otros géneros o son sinónimos.
- Rollinia annonoides R.E.Fr.
- Rollinia bahiensis Maas & Westra
- Rollinia boliviana R.E.Fr.
- Rollinia broadwayi R.E.Fr.
- Rollinia calcarata R.E.Fr.
- Rollinia centrantha R.E.Fr.
- Rollinia chocoensis R.E.Fr.
- Rollinia danforthii Standl.
- Rollinia dolichopetala R.E.Fr.
- Rollinia elliptica R.E.Fr.
- Rollinia emarginata Schltdl.
- Rollinia gardneri R.E.Fr.
- Rollinia hispida Maas & Westra
- Rollinia incurva S.Moore
- Rollinia insignis R.E.Fr.
- Rollinia intermedia R.E.Fr.
- Rollinia jucunda Diels
- Rollinia laurifolia Schltdl.
- Rollinia leptopetala R.E.Fr.
- Rollinia longifolia A.St.-Hil.
- Rollinia longipetala R.E.Fr.
- Rollinia mammifera Maas & Westra
- Rollinia membranacea Triana & Planch.
- Rollinia mucosa (Jacq.)  Baill.
- Rollinia neglecta R.E.Fr.
- Rollinia pachyptera Diels
- Rollinia papilionella Diels
- Rollinia permensis Standl.
- Rollinia pittieri Saff.
- Rollinia procera R.E.Fr.
- Rollinia rensoniana Standl.
- Rollinia schunkei Maas & Westra
- Rollinia sphaerantha R.E.Fr.
- Rollinia ubatubensis Maas & Westra
- Rollinia williamsii Rusby ex R.E.Fr.